# Åminnefors
Åminnefors är ett tidigare järnbruk i Pojo, det yngsta av de traditionella järnbruken i Finland. Åminnefors hör tillsammans med Pojos övriga bruk till Finlands nationallandskap.
Grunden för all industriell verksamhet i Åminnefors var forsen, den nedersta i Svartån, där det tidigare funnits kvarn och sågverk samt ett tegelbruk. Forsen ägdes i tiderna av olika adelssläkter under Åminne allodialsäteri. Svenske bergsnotarien Gustaf Mauritz Westman köpte säteriet och forsen 1874 i avsikt att bygga ett järnverk vid den sistnämnda. Emellertid arrenderade han forsen till svenske bergsingenjören Alexander Hjalmar Gyllenberg, som 1875 byggde Åminnefors sågbladsfabrik. Redan följande år sålde Gyllenberg fabriken till det nybildade Åminnefors Ab under ledning av svensken Adam Hård af Segerstad. I fabriken fanns också ett valsverk för utvalsning av sågämnen. Bolaget gick i konkurs 1880 och övergick på exekutiv auktion till statsverket.
Nya ägare kom in i bilden 1882, och bruket döptes nu om till Åminnefors Bruks Ab, som 1888 installerade en martinugn, den tredje i Finland, och utvidgade valsverket också för plåtvalsning med tillhörande galvaniseringsanläggning. Efter en andra konkurs 1889 köptes bruket 1890 av Fiskarsbolaget, som även blev ägare till säteriet Åminne gård (numera golfanläggningen Nordcenter) med en huvudbyggnad från 1750. En parentes i Åminnefors var en zinkfabrik, som grundades 1877 med bergsnotarien Westman i ledningen. Malmen fraktades från Orijärvi gruva i Kisko socken. Fabriken gick i konkurs 1883.
Under Fiskars utvidgades fabriken, 1906 byggdes en ny martinugn som senare förstorades i flera etapper; valsverket ombyggdes helt 1930. År 1947 kördes en ny martinugn igång, och från 1955 förstorades valsverket. Produktionen bestod nu enbart av betongjärn. Största personalstyrkan i Åminnefors var 884 personer 1965. Anläggningarna övertogs 1971 av stålbolaget Oy Ovako Ab. Smältverket lades ned 1978 och valsverket definitivt 1996. Under brukets verksamhetstid på 120 år växte produktionen från 800 ton/år till 206 000 ton/år.
Sedan 1980 verkar i Åminnefors en anläggning (Fundia Betoniteräkset Oy, 40 anställda 2006) som importerar betongjärn och omformar detta i färdig form för att insättas i betongkonstruktioner. Den övertogs 2006 av ett spanskt-norskt företag.
1928 byggdes en egen hamn över vilken råvarorna togs in och färdigprodukter skeppades ut. Samtidigt byggdes till Skuru en smalspårig järnväg som var sammankopplad med den gamla Fiskarsbanan. Trafiken upphörde 1958 och banorna revs.
I de gamla hallarna pågår numera verksamhet av olika slag, bland annat finns där en fabrik för isoleringsmattor av lin.